# Raúl Pérez Cubero
Raúl Pérez-Fogón Cubero, conocido artísticamente como Raúl Pérez Cubero (Madrid, 1934-2025) fue un director de fotografía español, ganador de un Goya a la mejor fotografía. 

## Trayectoria
Empezó en el cine a mediados de los años 60, y recibió su primer premio el 1969, el premio del Sindicato Nacional del Espectáculo, por su trabajo en La celestina y Johnny Ratón. Durante los últimos años del franquismo trabajó en muchas películas protagonizadas por Alfredo Landa como Cateto a babor o Vente a Alemania, Pepe y después principalmente en películas de Mariano Ozores o Vicente Escrivá, así como muchas del género del destape y algunos episodios de series de televisión como Cuentos y leyendas o Las pícaras (1983). 
Después de un tiempo de inactividad, empezó a trabajar con José Luis Garci, y gracias a su trabajo en El abuelo fue nominado por primera vez al Goya a la mejor fotografía. Por su trabajo en You're the one (una historia de entonces) el 2001 ganó el Goya a la mejor fotografía, así como la Medalla del Círculo de Escritores Cinematográficos a la mejor fotografía y el Oso de Plata del Festival Internacional de Cine de Berlín. El 2002 fue vuelto a ser nominado al Goya por Historia de un beso, con la que volvió a ganar la Medalla del CEC a la mejor fotografía. Volvería a ser nominado a los Goya por Tiovivo c. 1950 en 2004 y Ninette en 2005.

## Filmografía
- La celestina (1969)
- Johnny Ratón (1969)
- Cateto a babor (1970)
- Vente a Alemania, Pepe (1971)
- Aunque la hormona se vista de seda (1971)
- La curiosa (1973)
- Lo verde empieza en los Pirineos (1973)
- Una abuelita de antes de la guerra (1975)
- Zorrita Martínez (1975)
- La lozana andaluza (1976)
- Marcada por los hombres (1977)
- El último guateque (1978)
- El virgo de Visanteta (1979)
- Senza buccia (1979)
- Es peligroso casarse a los 60 (1980)
- La moglie in bianco... l'amante al pepe (1981)
- La herida luminosa (1997)
- El abuelo (1998)
- You're the One (una historia de entonces) (2000)
- Historia de un beso (2002)
- Hotel Danubio (2003)
- Planta 4ª (2003)
- Tiovivo c. 1950 (2004)
- Ninette (2005)